# أمير (جرندة)
بلدية أمير (بالإسبانية: Amer) هي بلدية تقع في مقاطعة جرندة التابعة لمنطقة كتالونيا شمال شرق إسبانيا.

## الديموغرافيا
بلغ عدد سكان بلدية أمير 2.277 نسمة عام 2011 (وفقاً للمعهد الوطني الإسباني للإحصاء).
| 2.276 | 2.246 | 2.196 | 2.237 | 2.266 | 2.304 | 2.277 |

## أعلام
- كارلس بوتشدمون